# Martini-Henry Mk I–IV
Martini-Henry Mk I–IV (semplicemente Martini-Henry dagli ideatori della culatta e della canna, da non confondersi col fucile Henry ideato da Benjamin Tyler Henry) è un fucile a retrocarica di fabbricazione britannica ad azione singola, in cui l'apertura della culatta viene comandata da una leva posta dietro al grilletto.

## Storia
Adottato nel 1871 dal British Army fu soggetto, nei tre decenni successivi, di numerose varianti ed adattamenti, e divenne l'arma simbolo dell'Epoca vittoriana e della politica espansionistica dell'Impero britannico, poiché, grazie alla sua solidità ed affidabilità, restò per lungo tempo in dotazione nelle colonie ed ex-colonie britanniche. Continuò ad esser utilizzato sino all'inizio del XX secolo per vedere la comparsa, nell'esercito britannico, di un'arma a ripetizione, ma il Martini-Henri continuò a coesistere col Lee-Metford; ambedue poi sostituiti dal Lee-Enfield.

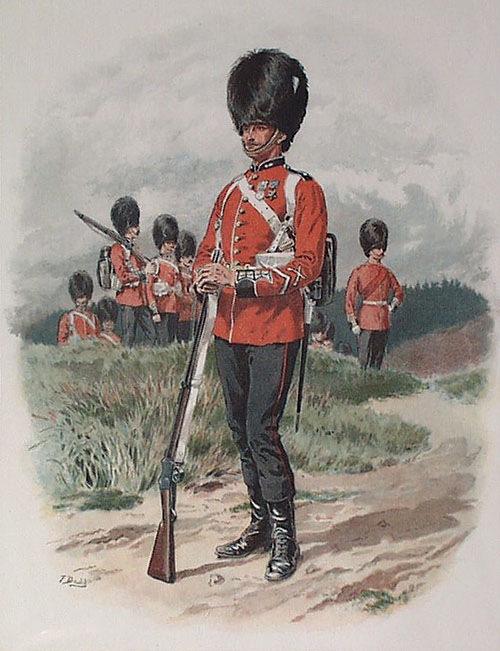
Un sottoufficiale dei "Grenadier Guards" con Martini-Henri, riconoscibile per la leva di sottoguardia e per l'assenza del cane.

Mentre il "fucile Snider" era un adattamento di un fucile precedente (il Pattern 1853 Enfield ad avancarica), il Martini-Henri che lo sostituì fu concepito con un dispositivo di carica dalla culatta. Diverse varianti apparvero a partire dal 1877, la carabina fu costruita in diversi modelli: Cavalry Carbine, Garrison Artillery Carbine, Artillery Carbine (Mark I, Mark II, e Mark III). Quest'arma corta, con la canna avente lunghezza di circa 21,35 pollici (52 cm) a seconda dei tipi, utilizzava un proiettile meno potente di quello del fucile (palla più leggera, di 415 grani, propulsa da una carica più debole (75 grani) riconoscibile per un segno verde, mentre le cartucce per fucile, che potevano essere utilizzate anche sulla carabina (ma a prezzo di un rinculo veramente notevole), avevano un segno rosso. Esistevano anche dei M-H corti di piccolo calibro, destinati all'addestramento al tiro nelle scuole militari, dei giovani cadetti.

## Aspetti tecnici

### La culatta

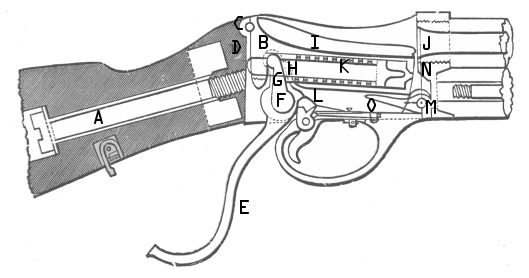
Sezione della culatta a blocco pivotante del Martini-Henry

La culatta a blocco pivotante fu ideata dallo svizzero Friedrich von Martini, derivandola da quella del fucile Peabody. Martini apportò un miglioramento alla culatta del Peabody: l'armamento del percussore interno era simultaneo al movimento della leva di sottoguardia, mentre nel Peabody era presente un cane esterno che si doveva alzare per fare fuoco.

### La canna
La canna, concepita dall'armaiolo scozzese Alexander Henry, era lunga 33.22 pollici (84 cm). Di grosso calibro (.45 equivalente a 11.43 mm.), e di forma ettagonale, aveva 7 rigature (al passo di un giro ogni 22 pollici) ed era molto adatta per l'utilizzo della polvere nera.

### Funzionamento

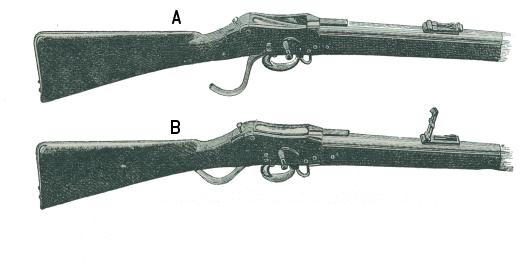
Martini-Henry rifle.
A: culatta aperta.
B: culatta chiusa e mirino per tiro a grande distanza alzato.

Il funzionamento era assai semplice; quando la leva di sottoguardia è spinta verso il basso, fa ruotare il meccanismo di chiusura della culatta, che si apre; mettendo la cartuccia nell'alloggiamento e riportando la leva nella posizione iniziale si chiude la camera di scoppio e l'armamento del percussore: l'arma è pronta al tiro; dopo il tiro, la spinta della leva verso il basso assicura l'apertura della culatta e l'espulsione del bossolo.

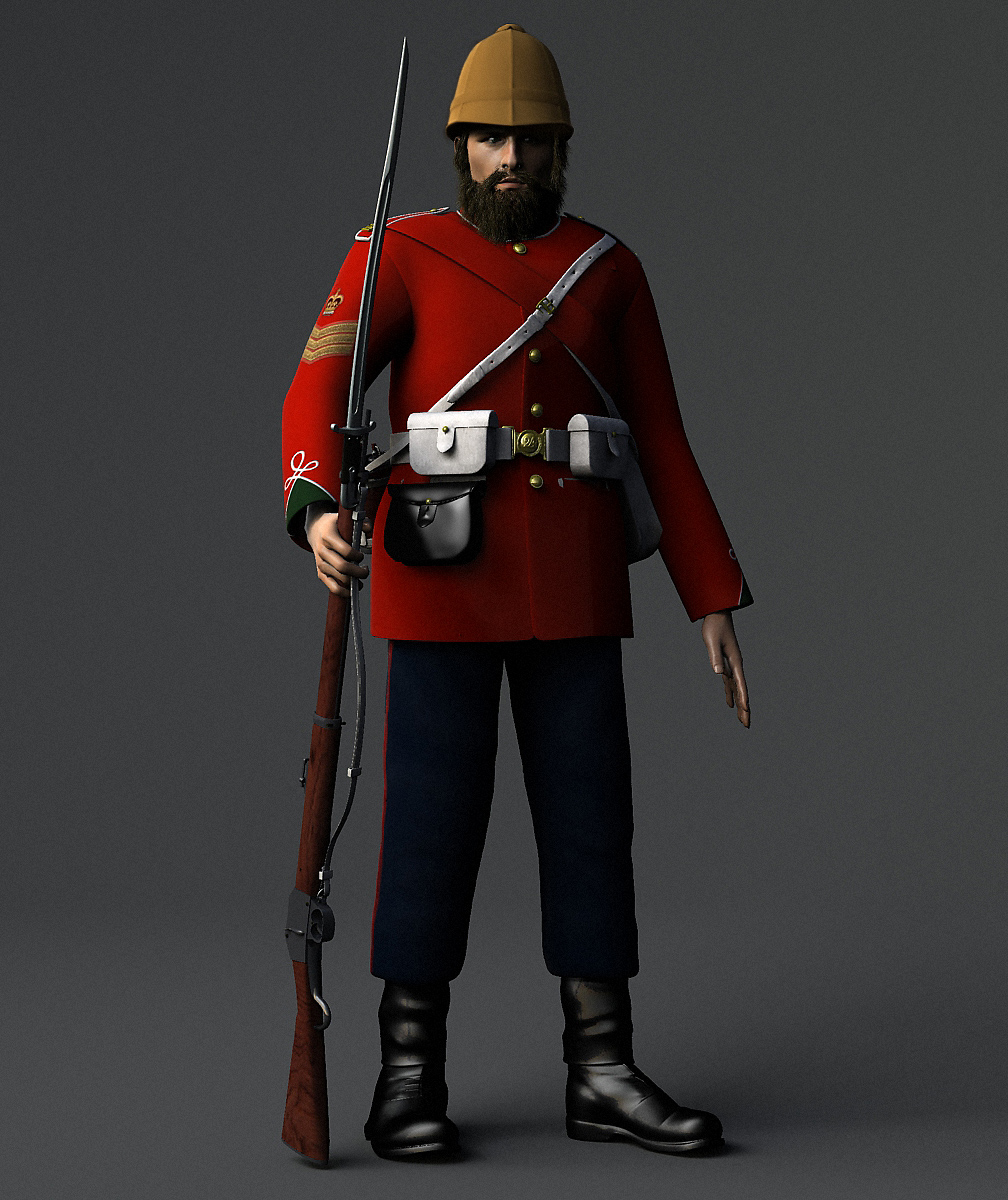
"Colour-sergeant" del 24º reggimento di fanteria (Warwickshire) con Martini-Henry. Notare la baionetta-sciabola utilizzata dai sottoufficiali, mentre i soldati semplici erano dotati di baionette dritte.

 La cadenza di tiro del M-H, fucile a colpo singolo ma con sistema di carica semplice e rapido, era di 10-12 colpi al minuto.
Malgrado la sua affidabilità, in condizioni estreme (calore ambientale torrido, polvere e tiro a volontà, come in Sudan durante la Guerra mahdista) la culatta si poteva bloccare. Fu allora adottata una leva di sottoguardia più lunga (Martini-Henry Mark IV), che permetteva una maggior forza sul meccanismo, peggiorando l'estetica dell'arma e diminuendone la rapidità di tiro. Un altro problema era rappresentato dal surriscaldamento della canna che poteva provocare ustioni alle dita; si rimediò con una copertura di cuoio che copriva la canna. Il forte rinculo («it kicked like a mule»: «scalcia come un mulo»), che aumentava quando l'arma si surriscaldava, era noto alle truppe. I sergenti dovevano sorvegliare che, durante il fuoco, i soldati tenessero il calcio del fucile bene appoggiato alla spalla, e non lo allontanassero, cosa che faceva diminuire la violenza dell'urto ma peggiorava la precisione del tiro.

### La cartuccia

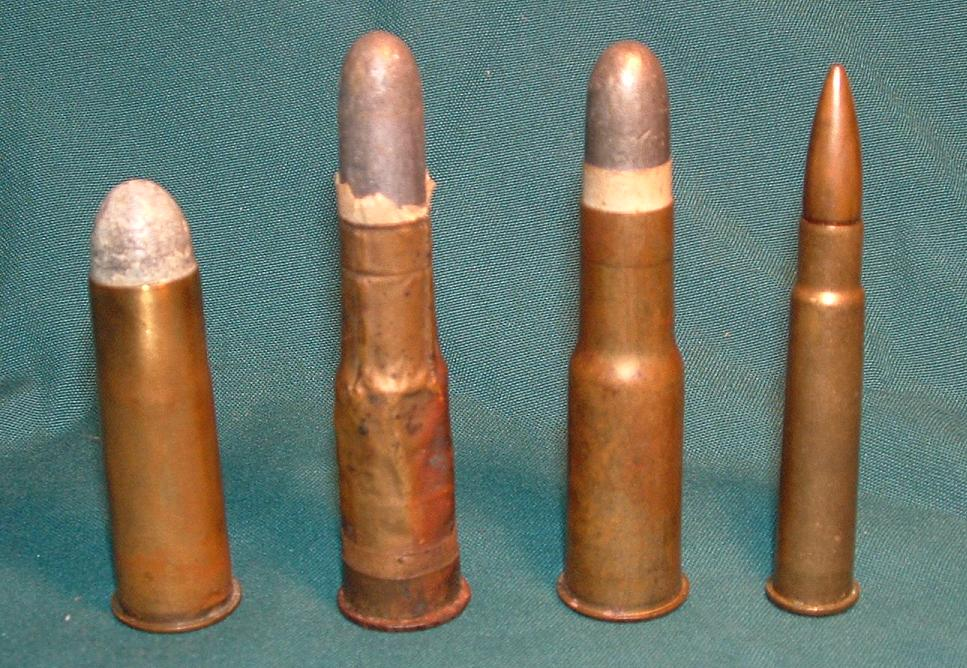
Da sinistra a destra, l'evoluzione delle cartucce britanniche alla fine del XIX secolo: per il fucile Snider calibro .577 - per il fucile Martini-Henry calibro .45: il primo con bossolo in foglio metallico ed il secondo in ottone - ed infine una cartuccia .303 British (7,7 × 56 mm R)

Le munizioni per il M-H erano denominate "Short-Chamber Boxer-Henry .45 caliber", poiché inizialmente esisteva un modello di munizione più lungo che fu presto abbandonato, che il suo progettista fu il colonnello Edward M. Boxer e che il calibro era circa 0,45 pollici (11.50 mm).
Il bossolo in carta metallizzata fu abbandonato dopo la disfatta subìta dagli inglesi nella Battaglia di Isandlwana contro gli Zulu: la commissione d'inchiesta fece sapere che il contenitore era troppo fragile e si fendeva facilmente, oppure aderiva alla camera quando il fucile si surriscaldava in seguito a tiri rapidi. Al suo posto fu adottato un bossolo in ottone stirato.
La carica di polvere era composta da 85 grani (5.51 g) di polvere nera Curtis & Harvey N°6, conosciuta già allora per il forte rinculo. La palla era di piombo, a base cava e naso ottuso, pesava 485 grani (29,8 grammi) ed era di calibro .458. Per evitare che si bloccasse nella canna, era avvolta in uno strato di carta cerata, per cui il calibro reale era il .460. Aveva una velocità iniziale di 1250 ft/s (380 m/s). Sul piano balistico, si trattava quindi di una slug (« lumaca»): un proiettile grosso e pesante dotato di bassa velocità iniziale, con grande potenza d'arresto ma inadatto, per la maggior parte dei tiratori, al tiro preciso a distanze superiori alle 500 iarde.

## Varianti

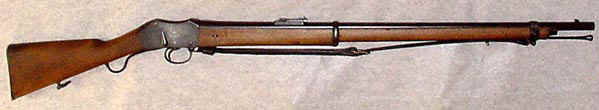
Lungo 49 pollici (124 cm) e pesante a vuoto 8 libbre e 7 once (3.8 kg), il fucile Martini-Henry fu prodotto in massa (da 500.000 ad 1 milione di esemplari) a partire dal 1871.

Conobbe in 30 anni, quattro varianti e tre cambi di calibro. I Mark I, II e III di calibro .45 si differenziavano per piccoli dettagli. Il M-H Mark II, che fu utilizzato durante la Guerra anglo-zulu del 1879, aveva un mirino graduato fino a 1800 yard. Ovviamente la precisione a quella distanza con un proiettile di quasi 12 mm di diametro, sparato con bassa velocità iniziale e con traiettoria parabolica era una pura illusione. Per contro questo tipo di tiro era utile per impedire l'avvicinamento di truppe che si muovevano a ranghi serrati. A corta distanza (da 300-400 yard) la palla di grosso calibro del M-H aveva effetti devastanti, come fatto notare da un'analisi redatta dai chirurghi militari dopo i combattimenti contro gli zulu.
Tra il 1880 ed il 1890 i vantaggi dei piccoli calibri erano divenuti evidenti, quindi il M-H ricevette una nuova canna, di calibro .402 (10.21 mm). Ma a quell'epoca, in particolare dopo l'assedio di Malakand in Afghanistan (luglio-agosto 1897), i vantaggi del calibro .303 British utilizzato dai nuovi fucili Lee-Metford a ripetizione erano apparsi ancora più evidenti: i Pashtun avevano dovuto abbandonare l'assedio, lasciando sul terreno più di 2.000 morti, contro 206 caduti da parte britannica. Cosicché a 60.000 Martini nuovi, di calibro .402, furono cambiate le canne ritornando al vecchio calibro .45 prima di essere inviate alle colonie per armare le truppe indigene; questo modello venne denominato Martini-Henry Mark IV (A o B a seconda avessero la leva di lunga o corta).
Nel 1898 il War Department aveva compreso che il calibro .303 British era nettamente superiore, sul piano balistico al grosso calibro .45. Si cominciò quindi ad adottare ai Martini-Henry canne di calibro .303, inizialmente a rigatura poco pronunciata per le cartucce a polvere nera (fucili Martini-Metford, 1889), poi a rigatura più profonda per le cartucce a polvere infume (fucile Martini-Enfield, 1895). All'inizio delle guerre boere il Martini-Henry calibro .45 fu nettamente surclassato dal Mauser calibro 7 mm dei Boeri: il grosso calibro britannico era inadatto al tiro a lunga distanza su bersagli in movimento e su tiratori mimetizzati in un ambiente desertico che ben conoscevano. Il Lee-Metford a ripetizione venne messo a punto per competere coi Mauser.

## Sviluppi successivi
Dotato di un proiettile avente grande potenza d'arresto, è stato, fin dalle origini, utilizzato per la caccia alle grosse prede.
Le cartucce aventi calibro "civile" .577/450 Martini-Henry, denominate 11,43x60R in Europa continentale, sono state fabbricate fino alla metà del XX secolo, dalla Kynoch. Con palle speciali blindate o semi-blindate ed una carica adeguata, le M-H era in grado di fermare, a breve distanza, la carica di un grosso animale.
Comunque, il meccanismo Martini, con la sostituzione della canna con una liscia, è servito per la fabbricazione di fucili da caccia calibro 12 a un colpo per utilizzi difficili. La firma Greener vendette per lungo tempo un fucile da caccia calibro 12 «indistruttibile» derivato dal M-H.
- Nel 1914 i M-H calibro .45 erano in servizio solo più nelle colonie, da parte delle truppe indigene. In patria vennero riesumati dai depositi e dotati da palle incendiarie destinate alla lotta contro gli aerei e gli zeppelin che bombardavano l'Inghilterra. La cartuccia denominatae Royal Laboratory Incendiary Mark I, 1914 Cartridge, o RL Flaming bullet, venne distribuita, insieme al M-H corto, agli aviatori impegnati nella Prima Guerra mondiale, prima che i loro velivoli venissero equipaggiati con mitragliatrici.
- I cosiddetti riot-guns (fucili destinati al mantenimento dell'ordine) derivavano da M-H e sparavano pallettoni contenuti in una cartuccia differente dalla classica Boxer-Henry: infatti il fondello del bossolo era fatto in maniera tale da impedirne l'uso su un'arma classica, per evitare che potessero essere usate da altri che non fossero i poliziotti. Era possibile vedere questi riot-guns nelle mani della polizia egiziana ancora alla metà del XX secolo; una foto del 2007, mostra questo tipo di fucile imbracciato dalle forze anti-sommossa della Birmania[3].
- La Turchia fece fabbricare i suoi fucili da guerra sistema Martini-Henry dalla ditta Providence Tool Company di Providence e li utilizzò durante la guerra russo-turca del 1877, 1878.[4][5]
- In Afghanistan, nelle province della Frontiera-del-Nord-Ovest, armaioli locali hanno, per lungo tempo, prodotto nelle loro officine nei pressi del Khyber Pass delle copie esatte del M-H. Queste copie, insieme a M-H originali, sono stati usati dalla guerriglia fino agli ultimi anni[6].
- Anche in Nepal è stata prodotta per molti anni una versione artigianale del M-H denominata Gahendra rifle.

## Nella cultura britannica

### Citazioni
- «Il fucile Martini-Henry è l'arma dell'Impero» (Jason Atkin)[7].
- «Sono incline a pensare che il primo contatto degli Zulu col Martini-Henry causerà loro una tale sorpresa che essi non saranno più così temibili dopo il primo scontro.» (Lord Chelsmford, 23 novembre 1878).[8]

Il generale Frederic Augustus Thesiger, secondo barone di Chelmsford, iniziò la Guerra anglo-zulu invadendo lo Zululand nel 1879. Fu quasi subito sconfitto il 22 gennaio 1879 nella battaglia di Isandlwana (disastro che la vittoriosa resistenza dei britannici nella Battaglia di Rorke's Drift poté appena attenuare) poi, dopo diversi scontri sanguinosi, riuscì a battere definitivamente gli zulu nella Battaglia di Ulundi (4 luglio 1879).
In "Cuore di tenebra" di Joseph Conrad compare più volte il Martini-Henry:
«...l'eco di una fucilata alle mie spalle mi assordò. Mi voltai, la cabina era ancora piena di fumo e di rumore e io balzai alla ruota del timone. Quell'idiota di un negro aveva mollato tutto per aprire lo sportello e tirare col Martini-Henry.»

### Nell'opera di Rudyard Kipling
- In The Undertakers (Le onoranze funebri, in Il Secondo Libro della Jungla): «l'acuta detonazione d'un Martini, il cui lungo proiettile perfora facilmente qualsiasi placca di coccodrillo»[9].
- La presa di Lungtungpen (in Plain Tales from the Hills). Il giovane soldato Ortheris si lamenta in anticipo del temuto rinculo del M-H versione lunga: «col suo lungo calcio, mi colpisce al cuore fino a rendermi malato…». Ed il veterano Mulvaney continua il suo racconto: «…C'erano delle torce nelle stradine, e vedevo il piccolo Ortheris che si fregava la spalla ogni volta che aveva sparato col mio Martini lungo».
- L'Arresto del tenente Golightly (in Plain Tales from the Hills): dei soldati arrestano un giovane ufficiale che hanno scambiato per un disertore (egli è coperto di fango a causa del monsone ed è irriconoscibile) e quando, dopo averli ingiuriati pesantemente tenta di fuggire, lo immobilizzano colpendolo col calcio del fucile: « …è che un colpo del calcio di un Martini alla base dei reni fa veramente male, e che la tela kaki marcia e di cattiva qualità, si strappa con vera facilità quando due uomini vi acchiappano dal colletto…».
- The Drums of the Fore and Aft (I tamburini del Fore and Aft), ispirato alla Battaglia di Maiwand della seconda guerra anglo-afghana (1878-79). Un reggimento di fanteria inglese (il nome significa pressappoco “Davanti-Dietro”) dal passato glorioso, ma formato da giovani inesperti, deve effettuare una marcia d'avvicinamento di 3 giorni per arrivare al fronte. Esausti per il clima e per i continui attacchi degli Afgani, avranno anche la brutta sorpresa di scoprire che i nemici sono ben organizzati ed armati con le loro stesse armi: «la parte bassa della valle appariva occupata da un esercito ben posizionato: veri reggimenti vestiti con divise rosse e che sparavano – era assolutamente indubitabile – palle di Martini-Henry: esse scavavano il terreno, un centinaio di yarde davanti alla compagnia di testa. Il reggimento doveva attraversare questo terreno coperto da piccoli crateri…». La demoralizzazione delle truppe aumenta quando scoprono di essere soli contro il nemico: «dove sono gli altri reggimenti, e come mai questi "negri" hanno dei Martini?». Senza aver ricevuto l'ordine, 900 Britannici iniziano ad avanzare disordinatamente e sparando confusamente verso gli afgani «per essere rassicurati dal rumore degli spari», «…il peso della baionnetta attira il fucile verso il basso ed a destra, le braccia sono stanche di tenere il Martini che si abbassa e ruota… "in alto ed a sinistra!" grida un capitano fino a schiantarsi la voce, "Incapaci! Cessate il fuoco, e lasciate che il fumo si diradi"»… Gli ufficiali riescono infine a far cessare gli spari. «Un vento leggero scaccia il fumo e mostra che il nemico è sempre in posizione ed apparentemente incolume. Un quarto di tonnellata di piombo è stato interrato a 200 yarde di fronte a loro, come attesta la terra devastata». Un gruppo di afgani si lancia sugli inglesi, ed un ufficiale alle prime armi dà l'ordine di attenderli, baionetta in canna, mentre «chiunque avesse una piccola conoscenza del problema avrebbe potuto dire che non c'era che un metodo di affrontare una carica di indigeni: con una serie di tiri da lunga distanza…». Travolti dall'impeto dei nemici e massacrati dai guerrieri afgani, i britannici abbandonano la posizione e si danno alla fuga. Ma due giovani tamburini si sacrificano suonando la carica. Pungolati dagli ufficiali i fanti inglesi tornano indietro e riprendono a combattere. Pazzi di rabbia ed avidi di vendicare la loro umiliazione, respingono gli afgani «tramite le due estremità dei loro fucili. I "Fore and Aft" si aspettano che ogni loro proiettile possa attraversare 5 o 6 uomini e la prima linea afghana cede sotto le raffiche… Bloccarono un'enorme massa di uomini tra le loro baionette ed un muro di pietre, e le vampe dei loro fucili illumina i mantelli bucati del nemico».
- Verso la fine del racconto Stalky and Co., un amico del giovane ufficiale soprannominato Stalky racconta che, mentre erano assediati dai Pashtun in un fortino, Stalky era riuscito ad uscire dal forte insieme a qualche Sikh, ed a prendere gli assedianti alle spalle: «Infine, verso mezzanotte, ho sentito i "wop, wop, wop" dei Martini di Stalky, dall'altra riva del fiume…»
- Nel suo poema Fuzzy-Wuzzy (1890), Kipling rende omaggio al guerriero Hadendoa dai capelli irti che combatté gli inglesi durante la Guerra Mahdista in Sudan: «We sloshed you with Martinis, an' it wasn't 'ardly fair; But for all the odds agin' you, Fuzzy-Wuz you broke the square» («Ti abbiamo colpito coi nostri Martini, ed eravamo molto più forti di te – e tuttavia, contro tutte le probabilità, Fuzzy-Wuz, tu hai spezzato il nostro quadrato»).

### Iconografia

Galleria di quadri
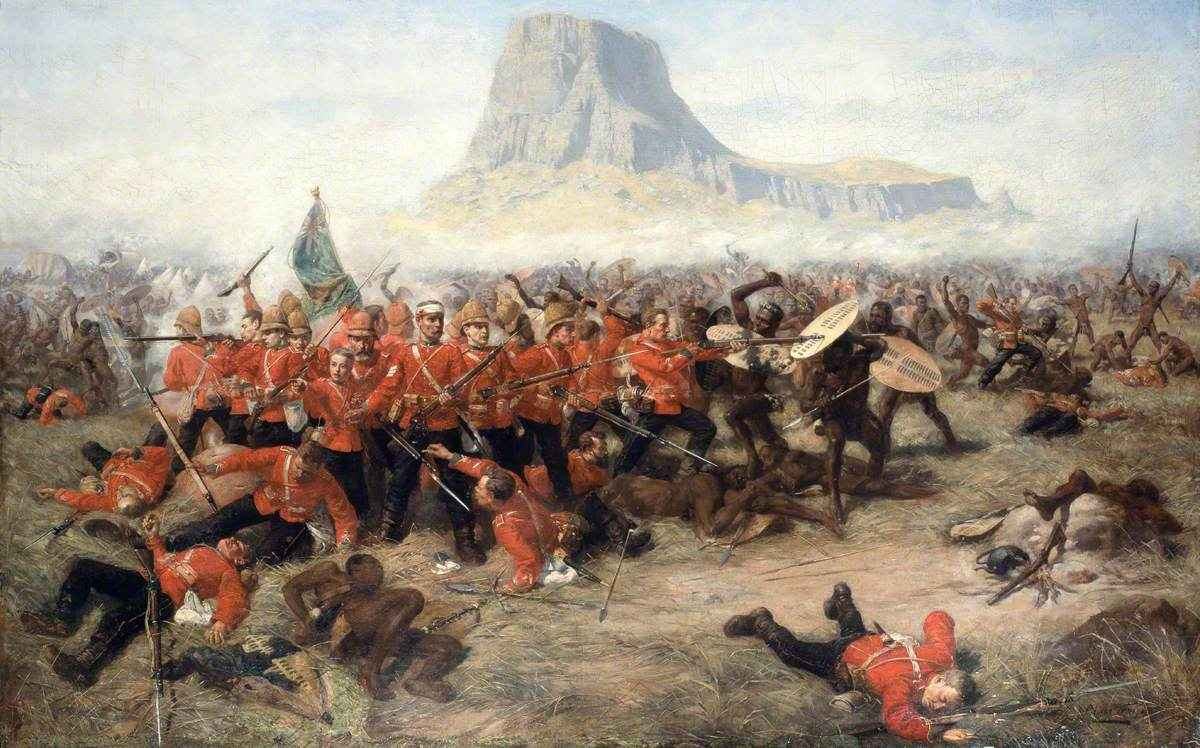
Guerra anglo-zulu, L'ultima resistenza a Isandlwana (22 gennaio 1879).
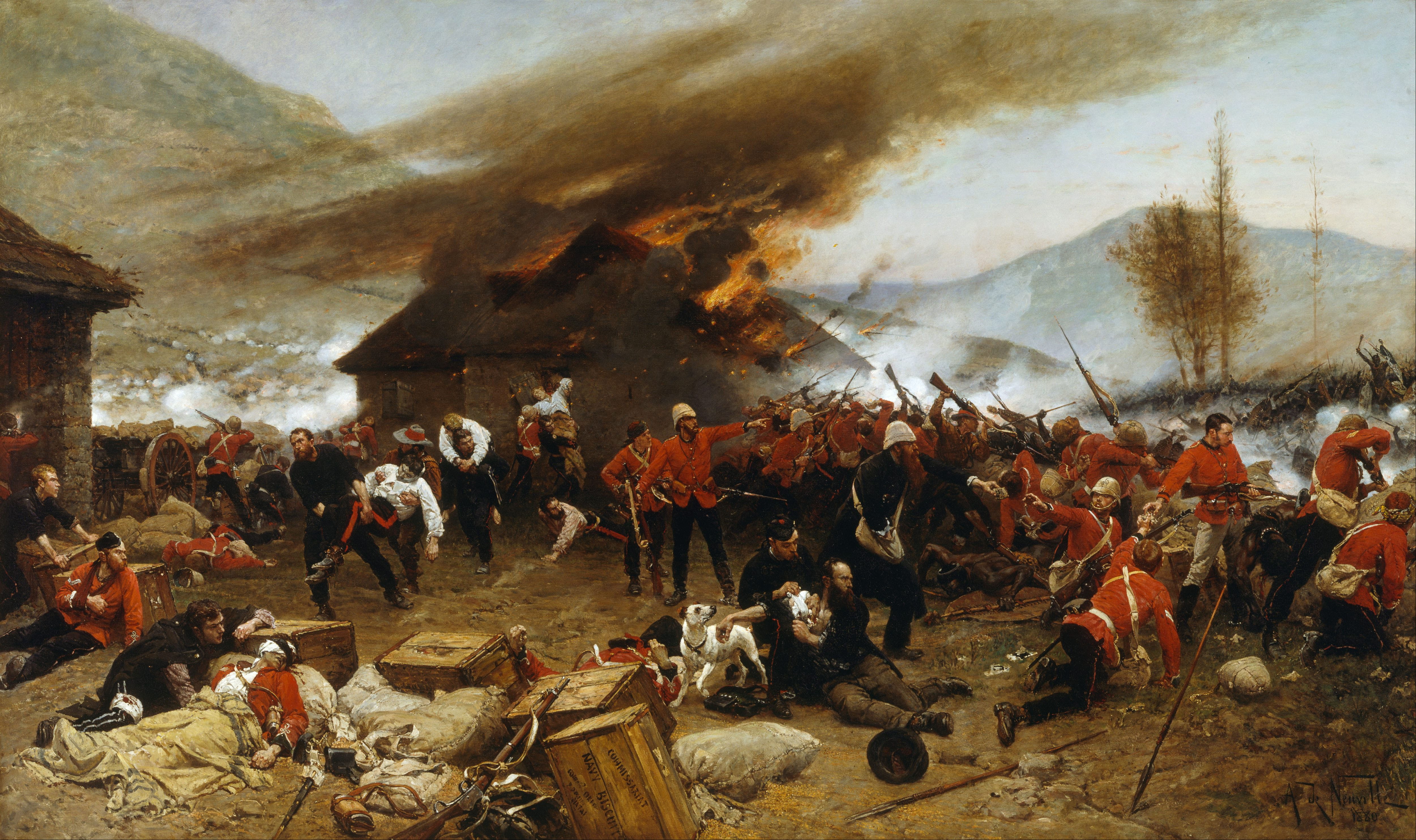
Guerra anglo-zulu. Concomitante al disastro d'Isandlwana, la resistenza vittoriosa di 150 giubbe rosse contro migliaia di Zulu nella battaglia di Rorke's Drift servì a confortare il morale britannico. È possibile vedere a destra un soldato a capo scoperto, che tende la mano per ricevere la cartuccia da un amico ferito, che metterà nel suo Martini-Henry, che ha la leva abbassata; la maggior parte dei fucili hanno la baionetta inastata.
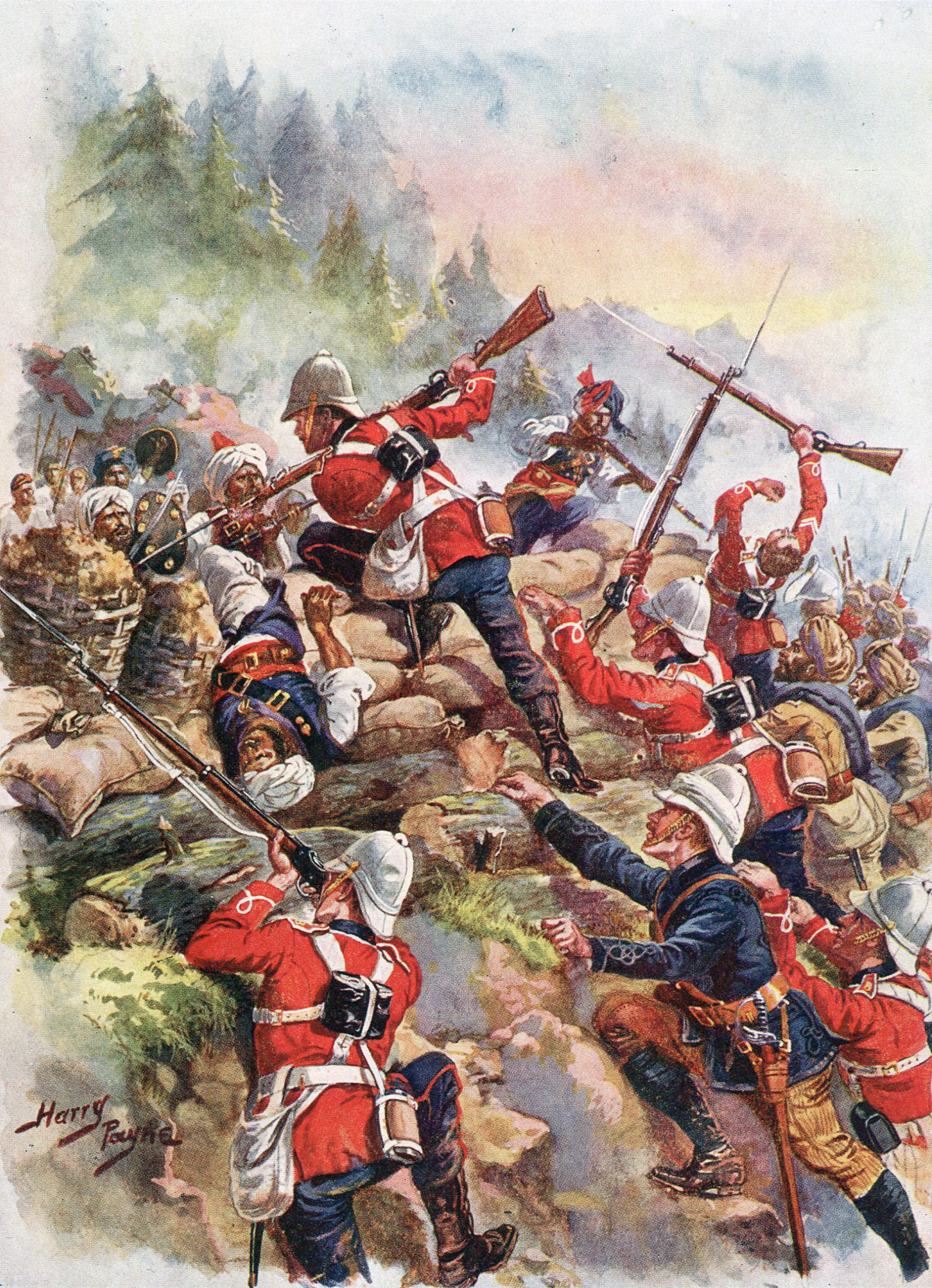
Seconda guerra anglo-afghana, battaglia di Peiwar Kotal (vittoria britannica, novembre 1878). Il King's Own Royal Regiment attacca le alture del passo di Peiwar Kotal. I Martini-Henry sono fedelmente rappresentati.
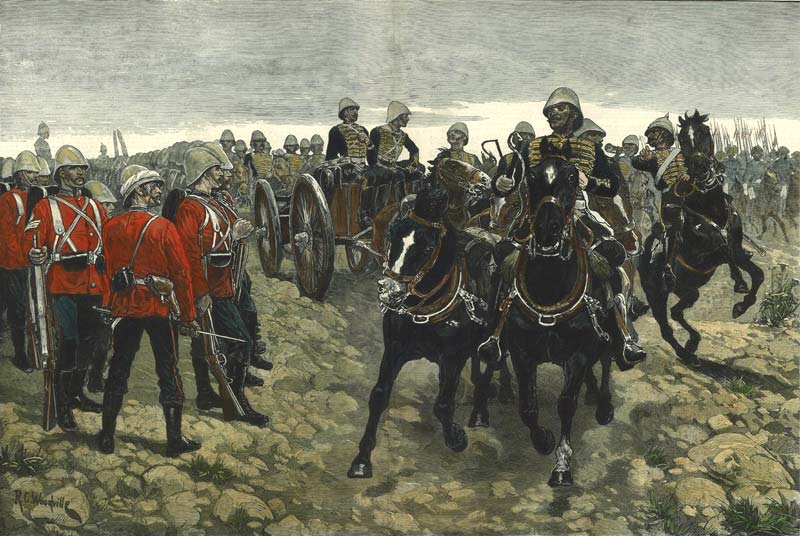
Seconda guerra anglo-afghana. Prima della battaglia di Maiwand (travolgente vittoria afghana, il 27 luglio 1880), l'artiglieria ippotrainata (uniforme nera) passa davanti al 66º reggimento di fanteria di Berkshire (giubba rossa, casco bianco). L'artista ha saputo rendere i visi tesi e pensierosi dei soldati, che hanno appoggiato a terra i loro Martini-Henry, facilmente riconoscibili per la leva di sottoguardia e l'assenza del cane.
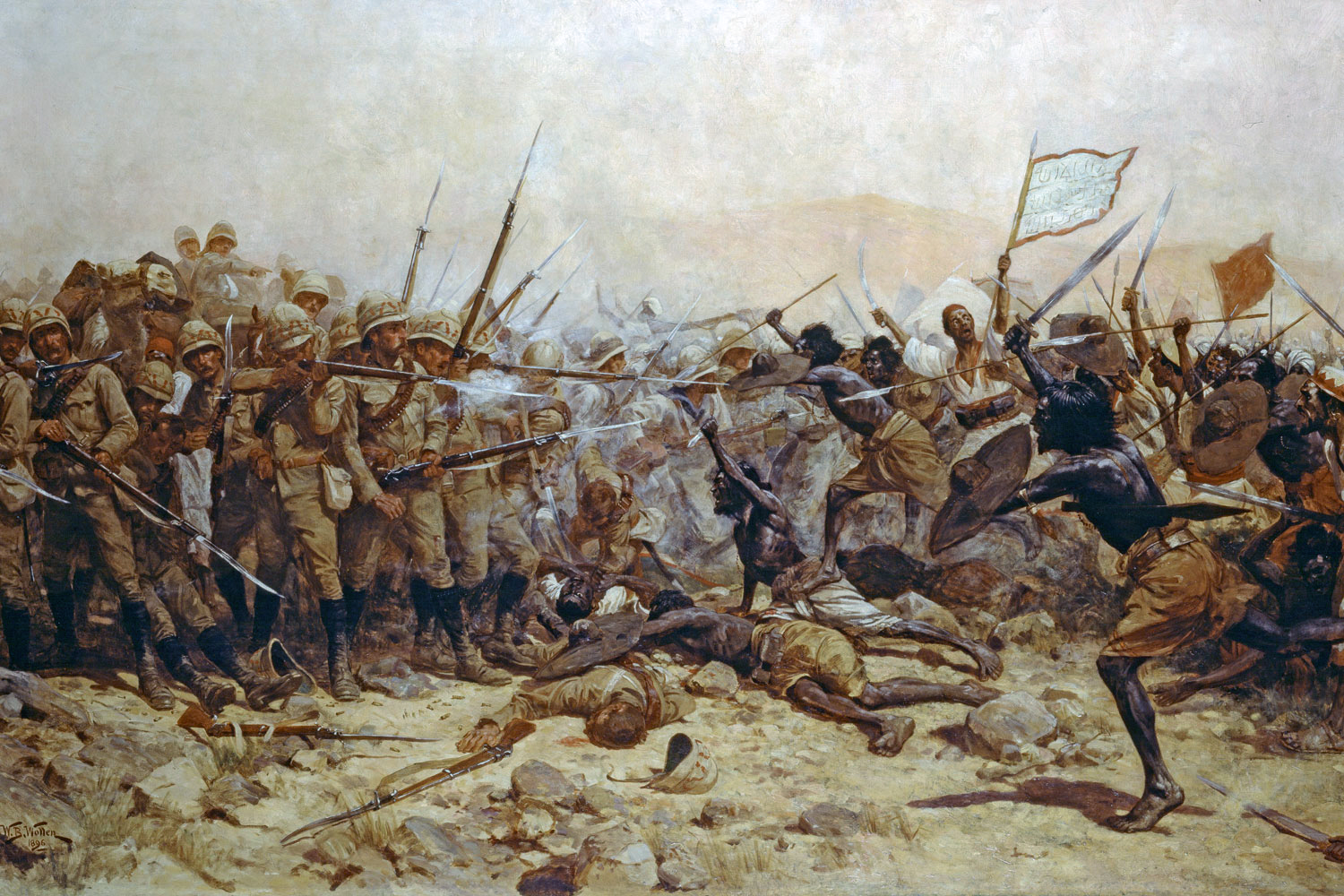
Guerra Mahdista, battaglia di Abu Klea (17 gennaio 1885): 13.000 fuzzy-wuzzies (com’erano soprannominati i sudanesi per le loro acconciature) attaccano la colonna del major-general Herbert Stewart, formata da 1.400 uomini inviati in aiuto di Charles George Gordon assediato a Khartoum. I Britannici hanno formato un quadrato, ma la furia degli assalitori è tale che in breve verrà sfondato. Notare a sinistra la calma di un maturo sergente, armato di un Martini-Henri corto con la sua baionetta-sciabola ricurva, che aziona tranquillamente la leva del fucile sorvegliando ciò che succede di fronte a lui. Nell’aria carica di polvere, i Martini-Henri lunghi (con baionetta dritta) dei soldati rispondono alle lance ed ai pugnali dei guerrieri mahdisti.
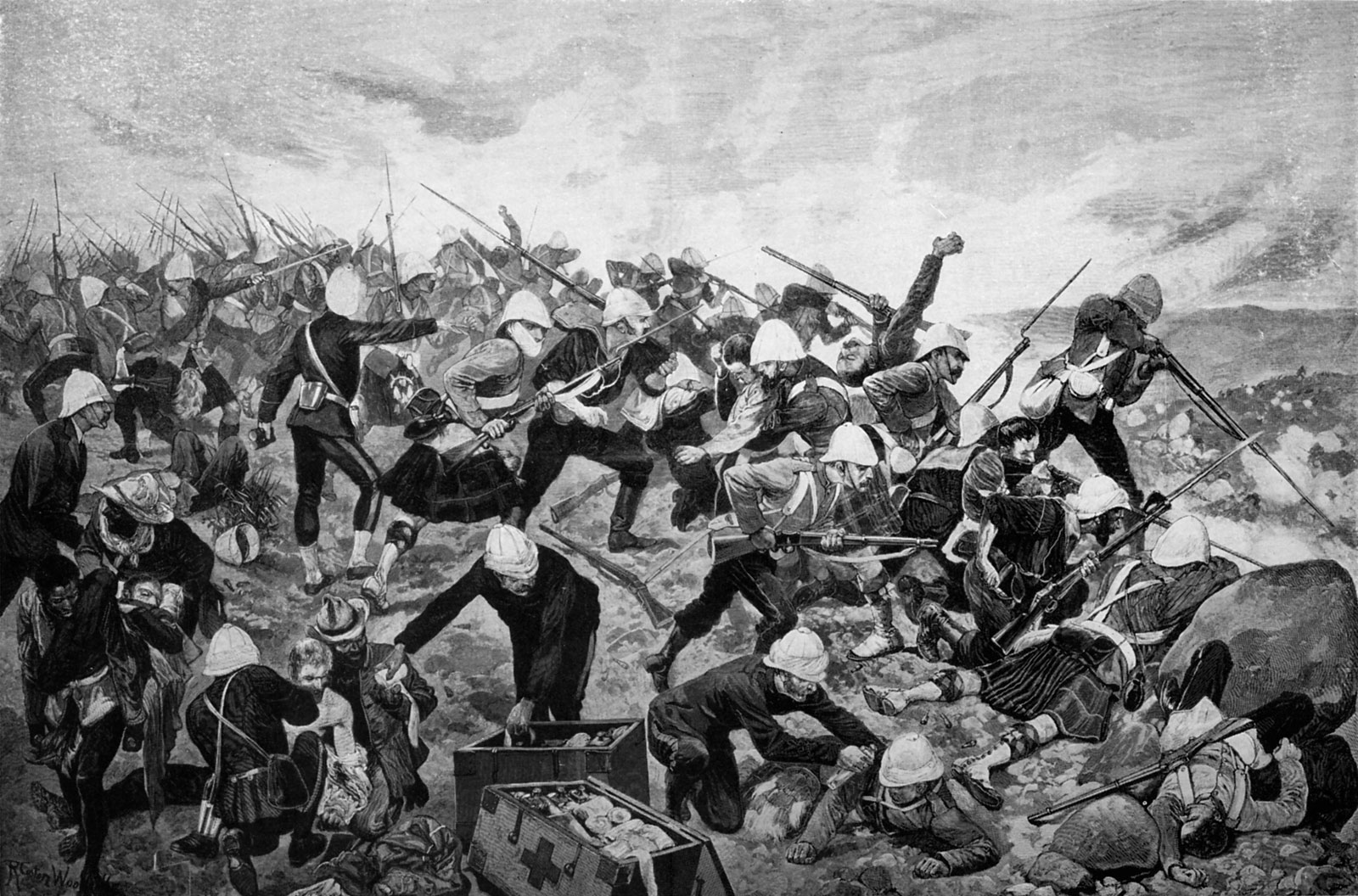
Guerre boere, Battaglia di Majuba Hill (vittoria Boera, 27 febbraio 1881). Contrariamente a quanto rappresentato, nella realtà i Martini-Henry inglesi, ammassati in cima ad una collina furono quasi inefficaci contro i tiri precisi, a lunga distanza dei fucili Mauser dei Boeri. Si nota la rappresentazione di un Martini-Henry versione lunga tenuto da un highlander del 92# reggimento di fanteria, e di due M-H corti (uno tenuto da un soldato al centro, l’altro su un cadavere in basso a destra)

### Al cinema
Il Martini-Henry è presente nei film:
- Zulu (1964) ispirato alla battaglia di Rorke's Drift. John Chard afferma dopo la ritirata degli Zulu: «è un miracolo, dovuto alla cartuccia "Boxer-Henry calibro .45"»[10];
- Zulu Dawn (1979) che descrive la Battaglia di Isandlwana;
- Gandhi, nella scena rappresentante il massacro di Amritsar (13 aprile 1919) perpetrato da soldati indigeni comandati dal brigadiere-generale Reginald Dyer;
- L'uomo che volle essere re di John Huston (1975).

### Nei videogiochi
In Battlefiled 1 il Martini-Henry è l'arma che si sblocca al raggiungimento del livello 10 della classe scout, compare in due versioni: la versione d'ordinanza classica e una dotata di mirino ottico.